# Pomezia Calcio
Pomezia Calcio là câu lạc bộ có trụ sở tại Pomezia, Lazio. Đây là một câu lạc bộ bóng đá hiệp hội Ý, được thành lập vào năm 1957.

## Từ 1957 đến 2012

### Thành lập
Câu lạc bộ được thành lập vào năm 1957 từ sự hợp nhất giữa AS Pomezia (1949) và Virtus Pomezia (1956).

### Mùa giải 2010-11 tại Lega Pro Seconda Divisione

#### Rớt hạng vì công bằng tài chính đến Serie D
Pomezia Calcio chơi ở Lega Pro Seconda Divisione lần đầu tiên trong mùa giải 2010-11 sau khi xếp hạng ba tại Serie D 2009-10 và được giải cứu. Đây là lần thăng hạng thứ hai liên tiếp. Nhưng vào ngày 4 tháng 5 năm 2011, vì các tài liệu sai lệch được gửi tới tổ chức lại, Pomezia Calcio đã bị Corte di Giustizia Federale của FIGC tuyên bố đội sẽ xuống hạng ở vị trí cuối cùng của giải đấu, khiến đội phải chơi ở mùa giải tiếp theo ở Serie D.

#### Loại trừ khỏi Serie D
Vào ngày 28 tháng 7 năm 2011, đội bị loại khỏi Serie D, sau khi không kháng cáo loại trừ Covisod khỏi giải đấu này.

### Mùa giải cuối cùng 2011-12 tại Seconda Cargetoria
Trong mùa 2011-12, câu lạc bộ khởi động lại từ [./https://en.wikipedia.org/wiki/Seconda_Categoria Seconda Categoria Lazio group L]  Đội bị rớt xuống Terza Cargetoria và giải thể.

## Màu sắc và huy hiệu
Màu sắc của đội là đỏ và xanh và biểu tượng của nó là rồng.

## Sân vận động
Đội chơi ở Stadio Comunale, ở Pomezia, Ý với sức chứa 2.500.